# Collegio uninominale Lazio 1 - 03 (2020)
Il collegio elettorale uninominale Lazio 1 - 03 è un collegio elettorale uninominale della Repubblica Italiana per l'elezione della Camera dei deputati.

## Territorio
Come previsto dalla legge n. 51 del 27 maggio 2019, il collegio è stato definito tramite decreto legislativo all'interno della circoscrizione Lazio 1.
È formato da una parte del territorio del comune di Roma: il Municipio Roma V (Prenestino-Centocelle) e il Municipio Roma VI (Roma delle Torri).
Il collegio è parte del collegio plurinominale Lazio 1 - 01.

## Eletti
| Elezione | Elezione | Deputato       | Partito           |
| -------- | -------- | -------------- | ----------------- |
|          | 2022     | Fabio Rampelli | Fratelli d'Italia |

## Dati elettorali

### XIX legislatura
Come previsto dalla legge elettorale, 147 deputati sono eletti con sistema a maggioranza relativa in altrettanti collegi uninominali a turno unico.
| Candidati                                 | Candidati                | Voti    | %     | Liste                                 | Voti    | %     |
| ----------------------------------------- | ------------------------ | ------- | ----- | ------------------------------------- | ------- | ----- |
|                                           | Fabio Rampelli ✔️ Eletto | 81 347  | 43,16 | Fratelli d'Italia                     | 60 631  | 32,17 |
| Lega per Salvini Premier                  | Fabio Rampelli ✔️ Eletto | 81 347  | 43,16 | 11 055                                | 5,87    |       |
| Forza Italia                              | Fabio Rampelli ✔️ Eletto | 81 347  | 43,16 | 9 090                                 | 4,82    |       |
| Noi moderati/Lupi - Toti - Brugnaro - UDC | Fabio Rampelli ✔️ Eletto | 81 347  | 43,16 | 571                                   | 0,30    |       |
|                                           | Rossella Muroni          | 50 737  | 26,92 | Partito Democratico-IDP               | 35 996  | 19,10 |
| Alleanza Verdi e Sinistra                 | Rossella Muroni          | 50 737  | 26,92 | 8 514                                 | 4,52    |       |
| +Europa                                   | Rossella Muroni          | 50 737  | 26,92 | 5 194                                 | 2,76    |       |
| Impegno Civico - Centro Democratico       | Rossella Muroni          | 50 737  | 26,92 | 1 033                                 | 0,55    |       |
|                                           | Angela Salafia           | 33 866  | 17,97 | Movimento 5 Stelle                    | 33 866  | 17,97 |
|                                           | Marta Marziali           | 11 230  | 5,96  | Azione - Italia Viva - Calenda        | 11 230  | 5,96  |
|                                           | Eleonora Forenza         | 4 506   | 2,39  | Unione Popolare                       | 4 506   | 2,39  |
|                                           | Luca Raimondi            | 2 925   | 1,55  | Italexit                              | 2 925   | 1,55  |
|                                           | Arnaldo Vitangeli        | 2 340   | 1,24  | Italia Sovrana e Popolare             | 2 340   | 1,24  |
|                                           | Massimo Fioranelli       | 792     | 0,42  | Vita                                  | 792     | 0,42  |
|                                           | Antonio Casini           | 444     | 0,24  | Alternativa per l'Italia (PdF - Exit) | 444     | 0,24  |
|                                           | Alberto Pellegrino       | 296     | 0,16  | Partito della Follia Creativa         | 296     | 0,16  |
| Totale                                    | Totale                   | 188 483 | 100   |                                       | 188 483 | 100   |
|                                           |                          |         |       |                                       |         |       |
| Schede bianche                            | Schede bianche           | 2 033   | 1,04  |                                       |         |       |
| Schede nulle                              | Schede nulle             | 4 566   | 2,34  |                                       |         |       |
| Votanti                                   | Votanti                  | 195 082 | 59,19 |                                       |         |       |
| Elettori                                  | Elettori                 | 329 602 |       |                                       |         |       |